# St.-Marien-Kathedrale (Sheffield)

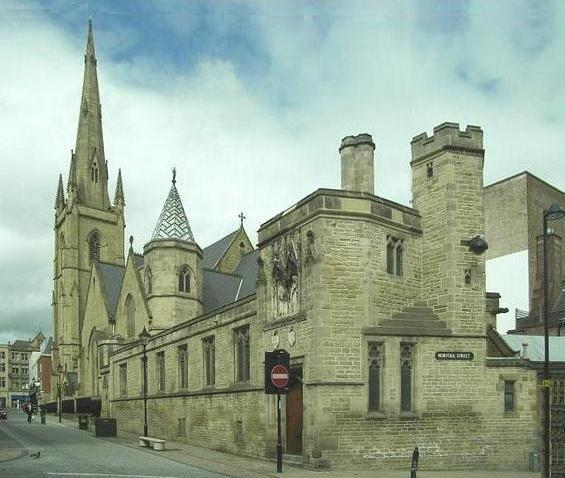
St.-Marien-Kathedrale und Pfarrzentrum

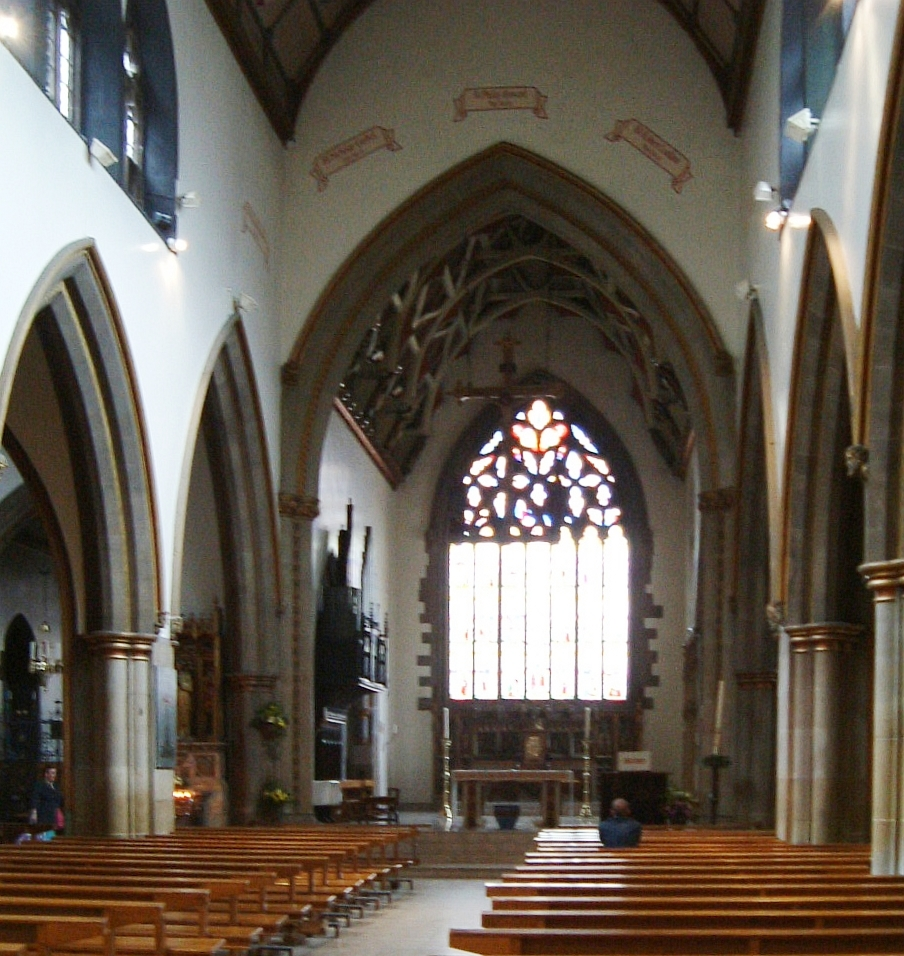
Inneres

Die St.-Marien-Kathedrale (Cathedral Church of St Marie) in der englischen Industriestadt Sheffield ist die Bischofskirche des römisch-katholischen Bistums Hallam. Sie wurde 1846–1850 nach Plänen von Matthew Ellison Hadfield im neugotischen Stil erbaut.

## Geschichte
Die erste nachreformatorische katholische Kapelle in Sheffield aus dem frühen 19. Jahrhundert wurde als Folge der Industriellen Revolution bald zu klein. Zum finanziellen Grundstock für den Bau der heutigen Kirche trug die Familie der Herzöge von Norfolk entscheidend bei. Bereits 1850, im Jahr der Wiederherstellung der katholischen Hierarchie in England, wurde die neue Pfarrkirche unter dem Patrozinium der Gottesmutter Maria in Gebrauch genommen. Die feierliche Kirchweihe folgte nach Abtragung aller Schulden 1889.
Im Zweiten Weltkrieg konnte der größte Teil der Bleiglasfenster durch Auslagerung gerettet werden. Eine Innenrenovierung mit Anpassung an die liturgischen Vorgaben des Zweiten Vatikanischen Konzils erfolgte 1970–1972.
Am 30. Mai 1980 gründete Papst Johannes Paul II. das Bistum Hallam aus Teilen der Bistümer Leeds und Nottingham und erhob St. Marien zur Kathedrale.

## Architektur und Ausstattung
Hadfield entwarf die Marienkirche nach dem Vorbild von St. Andrew’s in Heckington in Formen des englischen Decorated Style. Sie ist eine geostete dreischiffige Basilika mit niedrigem Querhaus und eingezogenem Chor. Dessen Abschluss bildet wie in Heckington eine gerade Wand mit einem großen Maßwerkfenster. Auch der Hauptturm im Südwesten mit Kegelspitze und vier Ecktürmchen gleicht dem Vorbild. Östlich an der Straßenfront schließt sich das Pfarreigebäude im Tudorstil an.
Die Ausstattung mit Skulpturen, Schnitzwerk und Bildfenstern aus dem 19. Jahrhundert ist nahezu vollständig erhalten.

## Orgel
Die Orgel geht zurück auf ein Instrument, das 1875 von dem Orgelbauer Thomas Christopher Lewis (London) erbaut worden war. 1973 wurde das Instrument von der Orgelbaufirma Chalmers & Hyde überarbeitet, wobei die gesamten Trakturen ausgetauscht wurden. Die Orgel hat heute 24 Register auf drei Manualen und Pedal. Die Trakturen sind mechanisch.
| I Choir Organ C–a3 |    |
| Lieblich Gedact    | 8′ |
| Salicional         | 8′ |
| Eolian             | 8′ |
| Salicet            | 4′ |
| Flute Harmonique   | 4′ |
| Clarionet          | 8′ |

| II Great Organ C–a3 |       |
| Bourdon             | 16′   |
| Open Diapason       | 8′    |
| Small Open Diapason | 8′    |
| Stopped Diapason    | 8′    |
| Octave              | 4′    |
| Octave Quint        | 2 ⁄3′ |
| Super Octave        | 2′    |
| Mixture             | IV    |
| Trumpet             | 8′    |

| III Swell Organ C–a3 |    |
| Geigen Principal     | 8′ |
| Lieblich Gedact      | 8′ |
| Vox Angelica         | 8′ |
| Geigen Principal     | 4′ |
| Flautina             | 2′ |
| Horn                 | 8′ |
| Oboe                 | 8′ |
| Tremulant            |    |

| Pedal Organ C–f1 |     |
| Open Bass        | 16′ |
| Sub Bass         | 16′ |